# Il vecchio Dio
Il vecchio Dio è una novella di Luigi Pirandello pubblicata nel 1914 e dà il titolo alla decima raccolta pubblicata nel 1926 delle Novelle per un anno.

## Trama
Il signor Aurelio trascorre l'estate visitando le chiese di Roma, una al giorno. Nella fresca penombra ripensa alla vita trascorsa. Un giorno si addormenta in una di queste chiese, e  sogna Dio, nelle sembianze di un vecchio. Viene svegliato dal sagrestano che sta chiudendo.

## Edizioni
- Luigi Pirandello, Novelle per un anno, Prefazione di Corrado Alvaro, Mondadori 1956-1987, 2 volumi. 0001690-7
- Luigi Pirandello, Novelle per un anno, a cura di Mario Costanzo, Prefazione di Giovanni Macchia, I Meridiani, 2 volumi, Arnoldo Mondadori, Milano 1987 EAN: 9788804211921
- Luigi Pirandello, Tutte le novelle, a cura di Lucio Lugnani, Classici Moderni BUR, Milano 2007, 3 volumi.
- Luigi Pirandello, Novelle per un anno, a cura di S. Campailla, Newton Compton, Grandi tascabili economici.I mammut, Roma 2011 Isbn 9788854136601
- Luigi Pirandello, Novelle per un anno, a cura di Pietro Gibellini, Giunti, Firenze 1994, voll. 3.
- Luigi Pirandello, Maschere nude, a cura di Italo Borzi e Maria Argenziano, Newton Compton Editori, 2007